# Navas de Jorquera
Navas de Jorquera és un municipi situat al nord de la província d'Albacete, dins la comarca de La Manchuela.